# Surjasiddhanta
Surjasiddhanta (sanskr.सूर्यसिद्धान्त, trl. Sūryasiddhānta, ang. Surja Siddhanta) – traktat astronomii indyjskiej. Podzielony jest na 14 rozdziałów, które zawierają 400 ślok. Autorstwo przypisywane jest Lacie.

## Mitologia
Surjasiddhanta jest starożytnym tekstem sanskryckim, wypowiedzianym u schyłku ostatniej satjajugi przez posłańca boga Słońca – Surji – do asury Mai Danawy.

## Recepcja w literaturze przedmiotu
Do tego tekstu odnosili się indyjscy matematycy i astronomowie, tacy jak Aryabhata i Waraha Mihira. Waraha Mihira w jego Panća siddhantika zestawia ją z czterema innymi traktatami: Paitamahasiddhantas, Paulisza i Romakasiddhantas (bezpośrednio bazujące na astronomii hellenistycznej) i Wasisztasiddhanta.

## Tłumaczenia
Na język bengalski przetłumaczył to dzieło Bhaktisiddhanta Sarasvati Thakura.